# 長井泰秀
長井 泰秀（ながい やすひで、1212年（建暦2年） - 1254年1月11日（建長5年12月21日））は、鎌倉時代中期の人物、鎌倉幕府の御家人。大江泰秀とも呼ばれる。
祖父は大江広元で、父は大江広元の次男長井時広。子に長井時秀。

## 生涯
長井時広の嫡子として生まれる。のち元服に際して、北条氏得宗家当主（鎌倉幕府第3代執権）の北条泰時より偏諱を受け、泰秀と名乗る。
1221年（承久3年）承久の乱により、大江氏の嫡流であった大江親広が失脚し、父時広が大江氏の惣領となる。『関東評定衆伝』によると、1229年（寛喜元年）18歳で既に蔵人から左衛門少尉となっており、同年更に従五位下に叙爵された。
1232年（貞永元年）12月5日、大江広元の頃の「壽永・元暦以来京都より到来する重書並びに聞書、人々の款状、洛中及び南都・北嶺以下、武家より沙汰し来たる事の記録、文治以後の領家・地頭所務條々の式目、平氏合戦の時東士勲功の次第・注文等の文書」が分散してしまった為、北条泰時がこれを集めさせ、目録とともに父長井時広に渡した。
1234年（文暦元年）23歳で従五位上、1237年（嘉禎3年）26歳で正五位下左衛門大尉、1238年（暦仁元年）27歳で甲斐守という官職の昇進の早さは大江氏惣領家の嫡男として高い家格を認められていたということになる。
1241年（仁治2年）5月父・時広が死去、6月30歳にして北条経時（泰時の孫）らとともに評定衆に列せられる（この翌年経時は第4代執権となるが、のち寛元4年（1246年）に死去）。その後、1247年（宝治元年）の宝治合戦などの争乱に際しては第5代執権の北条時頼（経時の弟）を一貫して支持し、幕府における長井氏の地位を確立した。
1254年（建長5年）12月21日死去。享年42歳。
子に長井時秀、孫が長井宗秀であり、その宗秀が『吾妻鏡』の編纂者のひとりではないかと推測されている。